# Crossidium rosei
Crossidium rosei är en bladmossart som beskrevs av Robert Statham Williams 1915. Crossidium rosei ingår i släktet Crossidium och familjen Pottiaceae. Inga underarter finns listade i Catalogue of Life.